# Karl Korb von Weidenheim
Karl Korb von Weidenheim, též Karl von Korb-Weidenheim, nebo Karel Korb z Weidenheimu, někdy uváděn s přídomkem junior nebo z Prahy, pro odlišení od staršího jmenovce z Bezděkova (7. dubna 1836 Praha – 15. října 1881 Brno), byl rakousko-uherský, respektive předlitavský šlechtic z Čech a politik, v období let 1879–1880 ministr obchodu Předlitavska, v posledním roce života místodržící Moravy.

## Biografie
Narodil se jako prvorozený syn v rodině poštmista z Úlic u Stříbra, Františka Korba (1805–1876), roku 1867 povýšeného na svobodného pána z Weidenheimu a jeho manželky Emilie Anny Hedviky Korbové z Weidenheimu, kteří roku 1844 zakoupili panství Bezěkov u Klatov.
Do roku 1864 sloužil v rakouské armádě, kde byl důstojníkem. Pak se věnoval správě svého panství. Po otci zdědil mj. Kundratice na Kolínsku s brusírnou drahokamů (zdejších českých granátů).
V roce 1867 se stal poslancem Českého zemského sněmu, byl i poslancem Říšské rady, ovšem neprojevoval se v ní výrazněji.
Poprvé usedl na Říšskou radu již ve funkčním období 1861–1865. Delegoval ho sem roku 1861 Český zemský sněm v kurii velkostatkářské. Uvádí se jako Carl Korb Ritter von Weidenheim, bytem v Praze. V seznamu poslanců Říšské rady v jejím II. zasedání v letech 1863–1864 ovšem jeho jméno nefiguruje. V seznamu poslanců při III. zasedání už je opět zmíněn (Karl Korb Ritter von Weidenheim). Opětovně ho sem zemský sněm vyslal roku 1868. 17. října 1868 složil slib, v týž den, kdy byla oznámena rezignace jeho jmenovce Karla Korba von Weidenheima staršího. Ve funkčním období 1870–1871 se mezi poslanci Říšské rady uvádí opět jen jeho jmenovec Karl Korb starší. Ve funkčním období 1871–1873 se mezi poslanci zmiňuje Karl Freiherr von Korb-Weidenheim, ale prameny neuvádějí, o kterého ze dvou jmenovců šlo. Slib složil 7. května 1872. Mandát poslance obhájil i v prvních přímých volbách do Říšské rady roku 1873 (stále za velkostatkářskou kurii v Čechách). Rezignace na poslanecké křeslo byla oznámena na schůzi sněmovny 22. října 1878.
V letech 1870-72 byl členem centrálního výboru c. k. vlastenecko-hospodářské společnosti s referátem pro věci daňové.
Jeho politická kariéra vyvrcholila následujícího roku. 13. srpna 1879 se stal ministrem obchodu Předlitavska ve vládě Eduarda Taaffeho. Ministrem byl do 26. června 1880. Brzy po nástupu do funkce představil aktivní program rozvoje železniční sítě. Za jeho působení došlo i k zestátnění tratě Rudolfsbahn v Alpách. Ve funkci ministra obdržel také titul c. k. tajného rady s nárokem na oslovení Excelence.
V roce 1880 se stal místodržícím Moravy.

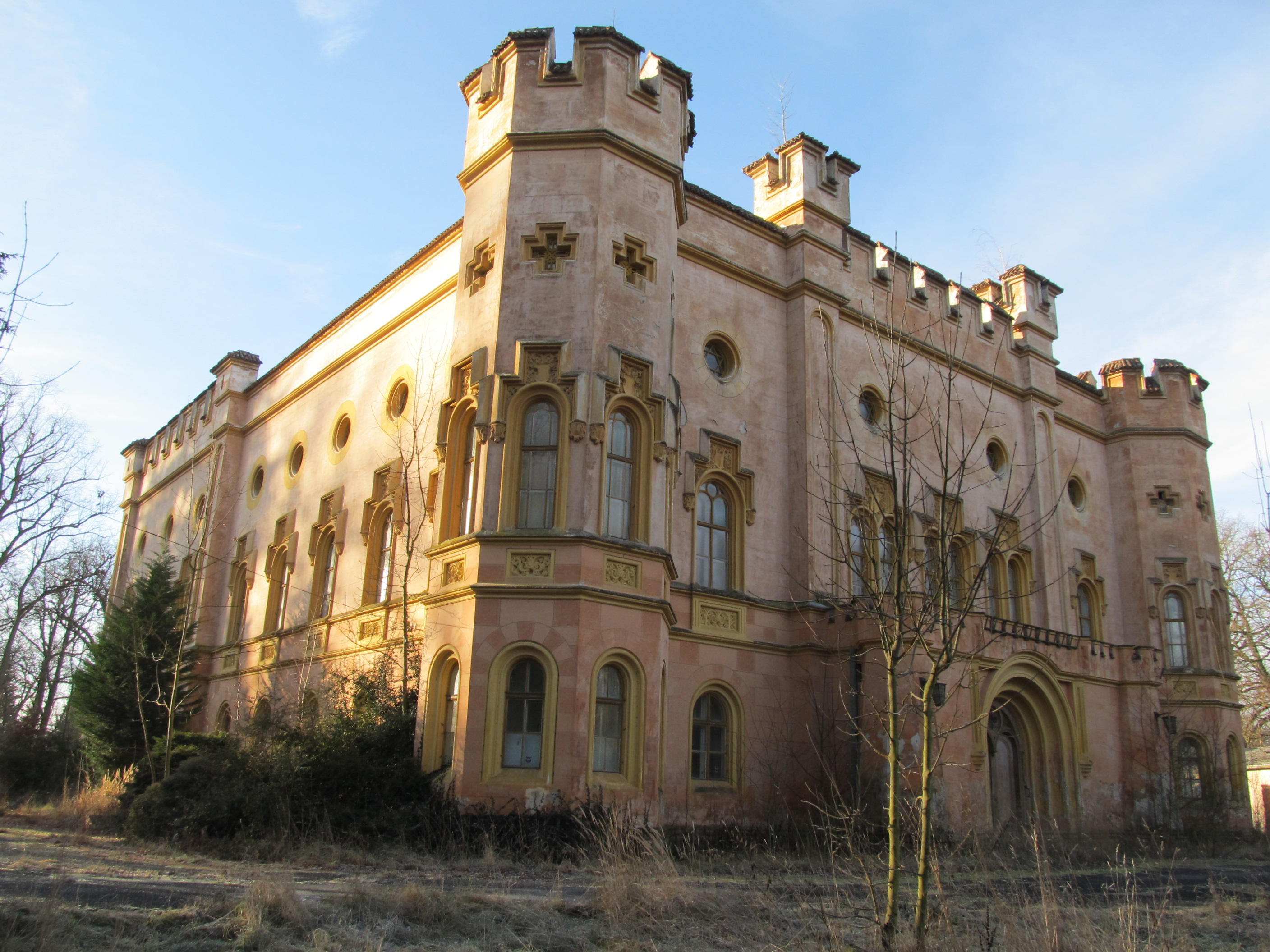
Zámek Bezděkov

Patřily mu statky v okolí Prahy, Záběhlice a Roztyly, Kundratice (Žiželice) u Kolína, Bezděkov u Klatov a v Uhrách Szécsénke. Po smrti svého mladšího bratra Huga (1837–1876) v roce 1876 Karl Korb z Weidenheimu zdědil jeho velkostatek se zámkem Valeč.
Zemřel náhle v říjnu 1881. K úmrtí došlo během představení v německém divadle v Brně. V jeho lóži ho náhle postihl záchvat, sesunul se na zem a přes pokusy lidí o oživení byl na místě mrtev. Tělo bylo pak převezeno do rodinné hrobky ve Valči.

## Rodina
Oženil se s Marií Gabrielou Alžbětou Josefou, hraběnkou Deymovou ze Stříteže (1840–1899), s níž měl čtyři syny: 
- Gottfried František (1865 Bezděkov – 1936 Neustift am Walde), c. k. nadporučík
- Viktor Hugo (1866 Praha – 1892 Jihlava) - absolvoval studium práv na právnické fakultě Německé univerzity v Praze, v květnu 1891 obhájil disertaci a byl promován doktorem obojího práva[25]
- Maxmilián (1869 Bezděkov – 1895 Görlitz))
- František Alfréd (1877 Bezděkov – 1932 Buenos Aires), c. k. rytmistr